# Transbordador espacial Enterprise
El Transbordador Espacial Enterprise (Designación de Orbitadores de la NASA: OV-101) fue el primer orbitador construido del Sistema del Transbordador Espacial de la Administración Nacional de Aeronáutica y el Espacio (NASA). Presentado el 17 de septiembre de 1976, fue construido para la NASA para realizar vuelos de prueba atmosféricos luego de ser lanzado desde un Boeing 747 modificado. Se construyó sin motores ni escudo térmico, por lo que no era capaz de realizar vuelos espaciales. Originalmente se pensó en reacondicionarlo para vuelos orbitales, para convertirse en el segundo transbordador espacial en volar después del Columbia, aun cuando el Enterprise había sido construido primero, pero los cambios finales de diseño durante la construcción del Columbia hicieron que fuera mucho más económicamente viable construir el Challenger, por lo que el orbitador no se llegó a modificar. Posteriormente, luego de la destrucción del Challenger, el Enterprise fue considerado para reemplazarlo, pero se optó por construir el Endeavour.
En 2003 el Enterprise fue restaurado y colocado en exposición en el Centro Steven F. Udvar-Hazy del Instituto Smithsoniano en Virginia. Luego del retiro de los transbordadores espaciales en 2011, el orbitador Discovery remplazó al Enterprise en el Centro Steven F. Udvar-Hazy, por lo que el orbitador fue transferido al Museo Naval, Aéreo y Espacial del Intrepid en Nueva York, en donde ha permanecido en exposición desde el año 2012.

## Diferencias entre el Enterprise y los futuros transbordadores
A diferencia del Columbia, el primer modelo de vuelo y el fuselaje posterior del Enterprise se construyeron de manera diferente y carecía de los equipos para utilizar los Sistemas de Maniobra Orbital (OMS). Un gran número de subsistemas, desde los motores principales hasta los equipos de radar no se instalaron en el Enterprise, pero se mantuvo la capacidad de poder agregarlos en el futuro, ya que la NASA originalmente tenía la intención de reacondicionarlo para vuelos espaciales al finalizar sus pruebas. En lugar de contar con un sistema de protección térmica, la superficie inferior del fuselaje y las alas del orbitador se cubrieron principalmente con baldosas simuladas hechas de espuma de poliuretano, y en lugar de utilizar los paneles de carbono reforzado de los futuros orbitadores, el Enterprise estaba equipado con paneles de fibra de vidrio en los bordes de ataque de sus alas. Solo algunas de las baldosas térmicas de muestra eran reales, como así también algunas mantas de Nomex. El Enterprise utilizó pilas de combustible para generar su energía eléctrica, pero no eran suficientes como para mantenerlo encendido para un vuelo espacial. El orbitador también carecía de propulsores para su Sistema de Control de Reacción, ni contaba con mecanismos hidráulicos para su tren de aterrizaje. A lo largo de las pruebas, las puertas del tren de aterrizaje fueron abiertas mediante el uso de pernos explosivos, cayendo el tren de aterrizaje únicamente por gravedad. Al igual que otras aeronaves experimentales, el Enterprise fue equipado con una larga sonda en su nariz, con el fin de recolectar datos y lecturas precisas del aire para los instrumentos de prueba. Sin embargo, al igual que el Columbia durante sus primeras cuatro misiones, el Enterprise también estuvo equipado con asientos eyectables cero-cero fabricados por Lockheed.

## Hitos de la construcción
| Fecha                       | Hito                                                                                           |
| --------------------------- | ---------------------------------------------------------------------------------------------- |
| 26 de julio de 1972         | Adjudicación de contrato a North American Rockwell                                             |
| 9 de agosto de 1972         | Autorización de construcción de la NASA                                                        |
| 4 de junio de 1974          | Inicio del montaje estructural del módulo de la tripulación en la planta de Downey, California |
| 26 de agosto de 1974        | Inicio del montaje estructural del fuselaje posterior en la planta de Downey                   |
| 27 de marzo de 1975         | El fuselaje medio llega a Palmdale desde General Dynamics                                      |
| 23 de mayo de 1975          | Las alas llegan a Palmdale desde Grumman                                                       |
| 25 de mayo de 1975          | El estabilizador vertical llega a Palmdale, California, desde Fairchild Republic               |
| 25 de agosto de 1975        | Inicio del montaje final                                                                       |
| 9 de septiembre de 1975     | Fuselaje posterior en muelle, Palmdale                                                         |
| 31 de octubre de 1975       | Fuselaje delantero inferior en muelle, Palmdale                                                |
| 1 de diciembre de 1975      | Fuselaje delantero superior en muelle, Palmdale                                                |
| 16 de enero de 1976         | Módulo de tripulación en muelle, Palmdale                                                      |
| 3 de marzo de 1976          | Puertas de la bahía de carga útil en muelle, Palmdale                                          |
| 12 de marzo de 1976         | Instalación de sistemas y montaje final completo                                               |
| 15 de marzo de 1976         | Inicio de chequeos funcionales                                                                 |
| Junio de 1976               | Verificación funcional completa, inicio de pruebas de carga y vibración de suelo               |
| 17 de septiembre de 1976    | Presentación en Palmdale                                                                       |
| Octubre - noviembre de 1976 | Inicio de las pruebas de sistemas, verificación de los sistemas integrados completa            |
| 8 de febrero de 1977        | Primer vuelo cautivo                                                                           |
| 18 de junio de 1977         | Primer vuelo cautivo tripulado                                                                 |
| 12 de agosto de 1977        | Primer vuelo libre                                                                             |

## Servicio

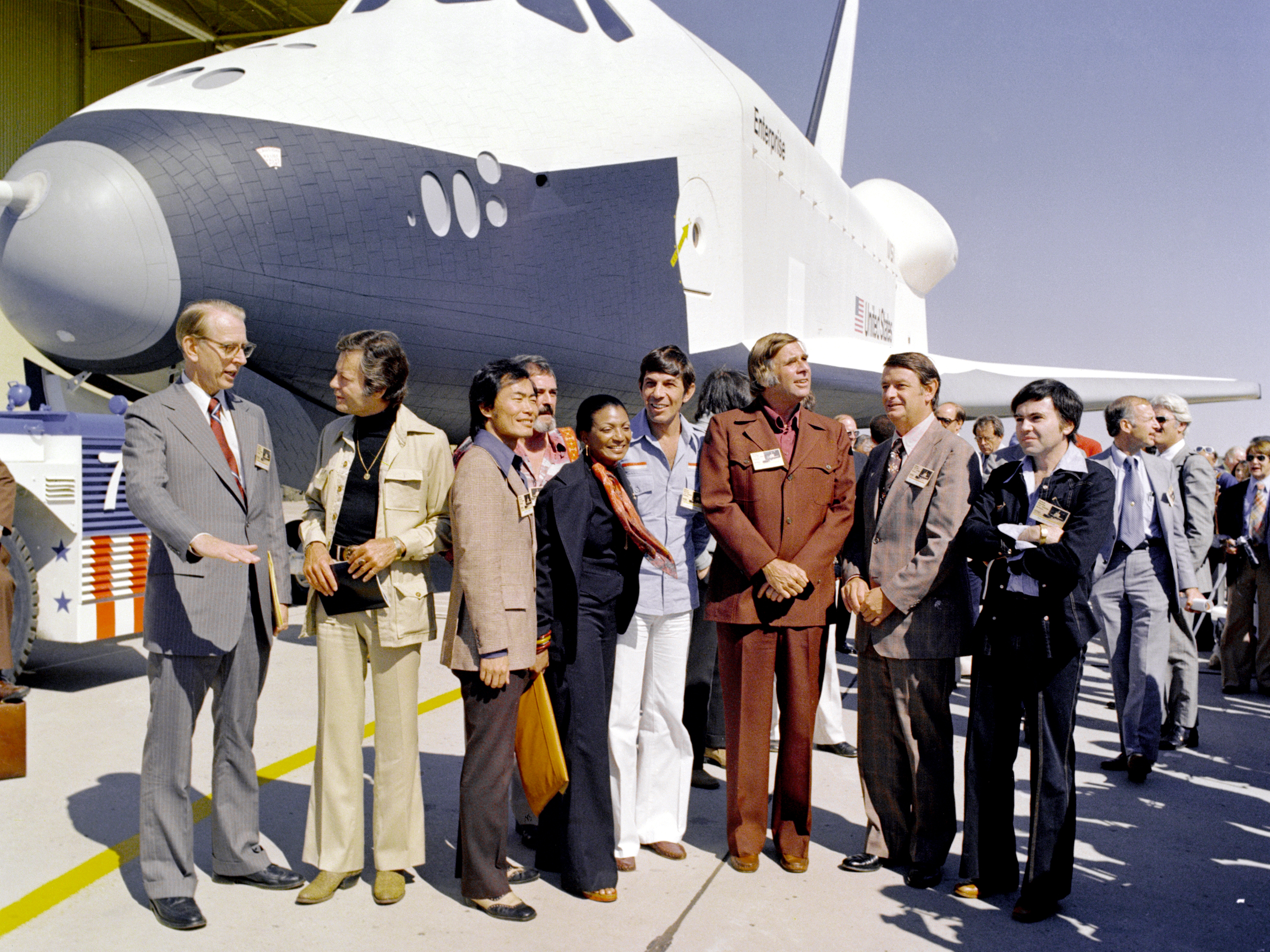
El Transbordador Espacial Enterprise presentado en la planta industrial de Palmdale, con los protagonistas de la serie de televisión Star Trek.

La construcción del Enterprise, designado como OV-101, comenzó el día 4 de junio de 1974. Originalmente se planeó que se llamara Constitution (Constitución) por el hecho de haber sido completada su construcción durante el bicentenario de los Estados Unidos, pero una campaña promovida por los espectadores de la popular serie de televisión Star Trek logró persuadir al Presidente Gerald Ford para llamarlo Enterprise, por la nave estelar USS Enterprise. Los asesores de la Casa Blanca citaron que recibieron "cientos de miles de cartas" de Trekkies. Aunque Ford no mencionó públicamente la campaña, el presidente dijo que era "parcial con el nombre" Enterprise, y ordenó a los funcionarios de la NASA que cambiaran el nombre. Posteriormente el orbitador realizó pruebas de vibración en tierra, lo que permitió a los ingenieros comparar los datos del vehículo real con los modelos teóricos, y finalmente el día 17 de septiembre de 1976 fue presentado en la planta de Rockwell en Palmdale, California.
En reconocimiento a su homónimo ficticio, el creador de Star Trek, Gene Roddenberry, y la mayoría del elenco principal de la serie original estuvieron presentes en la ceremonia de presentación. La mayoría de las series originales, así como el propio Roddenberry, hicieron dedicatorias al Enterprise, como un mural en la oficina del Capitán en Star Trek: La Nueva Generación, que describía al Transbordador Espacial como una nave espacial propia, e imágenes en los créditos iniciales de la serie Star Trek: Enterprise. Extrañamente, la serie Star Trek: Deep Space Nine posteriormente ilustró un modelo de la Estación Espacial Internacional con el Transbordador Espacial Enterprise acoplado en ella, a pesar del hecho de que el Enterprise nunca había sido preparado para ser lanzado al espacio.

### Pruebas de Aproximación y Aterrizaje (ALT)
El 31 de enero de 1977 el Enterprise fue llevado por tierra al Centro de Investigaciones de Vuelo Dryden en la Base de la Fuerza Aérea Edwards para comenzar con sus pruebas operativas. Una vez en servicio, el Enterprise fue utilizado por la NASA para llevar a cabo varias pruebas en tierra y en vuelo, con el objetivo de validar diversos aspectos del Programa del Tansbordador Espacial. A lo largo de nueve meses, las pruebas fueron realizadas dentro del programa de Pruebas de Aproximación y Aterrizaje (Approach and Landing Test), que incluyeron el vuelo inaugural del Enterprise el 18 de febrero de 1977 acoplado a un Boeing 747 modificado como Shuttle Carrier Aircraft. Estas pruebas terrestres y aéreas fueron llevadas a cabo por la NASA, en la Base de la Fuerza Aérea Edwards en California. La combinación del Enterprise con el Shuttle Carrier Aircraft fue sometida a cinco vuelos de prueba con el Enterprise sin tripulación y apagado, con el propósito de medir las características de vuelo de ambas aeronaves cuando se encontraban juntas. Estas pruebas fueron seguidas posteriormente con tres vuelos de prueba, también cautivos, pero con tripulación en el Enterprise, lo que permitió poner a prueba los procedimientos de la tripulación y los sistemas de la aeronave.

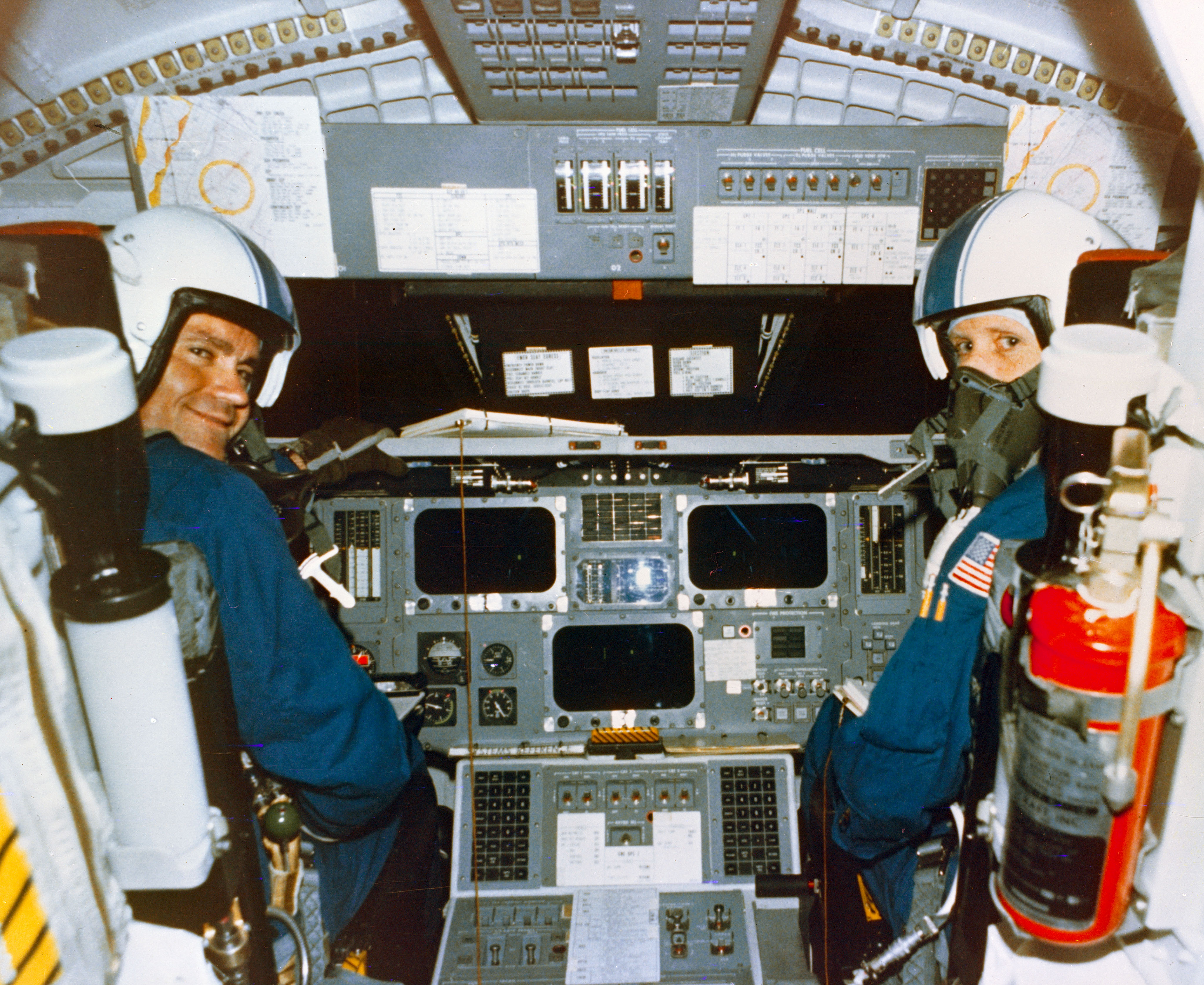
Fred Haise y C. Gordon Fullerton en la cabina del Enterprise, 1977

Finalmente el 12 de agosto de 1977, el Enterprise voló por su cuenta por primera vez. Otros cuatro vuelos libres más se llevaron a cabo. Durante esta fase se realizaron tres vuelos con un cono de cola colocado en el Enterprise, cuyo objetivo era reducir la resistencia mientras se encontraba acoplado al Shuttle Carrier Aircraft, mientras que en los últimos dos vuelos, se quitó el cono de cola, para proceder a instalar maquetas de los motores principales.
La siguiente es una lista de las evaluaciones y los vuelos llevados a cabo dentro del programa de las Pruebas de Aproximación y Aterrizaje:
| Misión | Vuelo de prueba         | Fecha                    | Velocidad            | Altitud           | Tripulación      | Duración       | Comentario                                |
| ------ | ----------------------- | ------------------------ | -------------------- | ----------------- | ---------------- | -------------- | ----------------------------------------- |
| ALT-1  | Prueba de taxi #1       | 15 de febrero de 1977    | 89 mph (143,2 km/h)  | Prueba en tierra  | Ninguna          | Taxi           | Pista de concreto, con cono de cola       |
| ALT-2  | Prueba de taxi #2       | 15 de febrero de 1977    | 140 mph (225 km/h)   | Prueba en tierra  | Ninguna          | Taxi           | Pista de concreto, con cono de cola       |
| ALT-3  | Prueba de taxi #3       | 15 de febrero de 1977    | 157 mph (252,7 km/h) | Prueba en tierra  | Ninguna          | Taxi           | Pista de concreto, con cono de cola       |
| ALT-4  | Vuelo cautivo-inerte #1 | 18 de febrero de 1977    | 287 mph (461,9 km/h) | 16.000 ft 4.877 m | Ninguna          | 2 horas 5 min  | Con cono de cola, aterrizado con el 747   |
| ALT-5  | Vuelo cautivo-inerte #2 | 22 de febrero de 1977    | 328 mph (527,9 km/h) | 22.600 ft 6.888 m | Ninguna          | 3 horas 13 min | Con cono de cola, aterrizado con el 747   |
| ALT-6  | Vuelo cautivo-inerte #3 | 25 de febrero de 1977    | 425 mph (684 km/h)   | 26.600 ft 8.108 m | Ninguna          | 2 horas 28 min | Con cono de cola, aterrizado con el 747   |
| ALT-7  | Vuelo cautivo-inerte #4 | 28 de febrero de 1977    | 425 mph (684 km/h)   | 28.565 ft 8.707 m | Ninguna          | 2 horas 11 min | Con cono de cola, aterrizado con el 747   |
| ALT-8  | Vuelo cautivo-inerte #5 | 2 de marzo de 1977       | 474 mph (762,8 km/h) | 30 000 ft 9.144 m | Ninguna          | 1 hora 39 min  | Con cono de cola, aterrizado con el 747   |
| ALT-9  | Vuelo cautivo-activo #1 | 18 de junio de 1977      | 208 mph (334,7 km/h) | 14.970 ft 4.563 m | Haise, Fullerton | 55 min 46 s    | Con cono de cola, aterrizado con el 747   |
| ALT-10 | Vuelo cautivo-activo #2 | 28 de junio de 1977      | 310 mph (499 km/h)   | 22.030 ft 6.715 m | Engle, Truly     | 62 min 0 s     | Con cono de cola, aterrizado con el 747   |
| ALT-11 | Vuelo cautivo-activo #3 | 26 de julio de 1977      | 311 mph (500,5 km/h) | 30.292 ft 9.233 m | Haise, Fullerton | 59 min 53 s    | Con cono de cola, aterrizado con el 747   |
| ALT-12 | Vuelo libre #1          | 12 de agosto de 1977     | 310 mph (499 km/h)   | 24.100 ft 7.346 m | Haise, Fullerton | 5 min 21 s     | Con cono de cola, aterrizaje en lago seco |
| ALT-13 | Vuelo libre #2          | 13 de septiembre de 1977 | 310 mph (499 km/h)   | 26.000 ft 7.925 m | Engle, Truly     | 5 min 28 s     | Con cono de cola, aterrizaje en lago seco |
| ALT-14 | Vuelo libre #3          | 23 de septiembre de 1977 | 290 mph (467 km/h)   | 24.700 ft 7.529 m | Haise, Fullerton | 5 min 34 s     | Con cono de cola, aterrizaje en lago seco |
| ALT-15 | Vuelo libre #4          | 12 de octubre de 1977    | 278 mph (447,4 km/h) | 22.400 ft 6.828 m | Engle, Truly     | 2 min 34 s     | Sin cono de cola, aterrizaje en lago seco |
| ALT-16 | Vuelo libre #5          | 26 de octubre de 1977    | 283 mph (455,4 km/h) | 19.000 ft 5.791 m | Haise, Fullerton | 2 min 1 s      | Sin cono de cola, aterrizaje en pista     |

Estas pruebas verificaron las características de vuelo del Enterprise. Sin embargo, durante el quinto y último vuelo del orbitador, se revelaron problemas de oscilaciones inducidas por el piloto, que debieron corregirse antes del primer lanzamiento orbital.

### Pruebas de Vibración de Suelo en Acople Vertical (MGVT)
Una vez concluido el programa de Pruebas de Aproximación y Aterrizaje, el 13 de marzo de 1978, el Enterprise fue transportado hasta las Instalaciones de Pruebas Dinámicas Estructurales en el Centro de Vuelos Espaciales Marshall en Huntsville, Alabama para pruebas de vibración en configuración de lanzamiento. El orbitador fue colocado en posición vertical, similar a la utilizada en el Centro Espacial John F. Kennedy en Florida, y colocado dentro del edificio de pruebas, en donde fue acoplado junto a un tanque externo de combustible específicamente diseñado para pruebas, que a su vez fue acoplado a dos cohetes aceleradores inertes de combustible sólido. Esta fue la primera vez que todos los elementos del sistema del transbordador espacial fueron completamente acoplados. A lo largo de estas pruebas, todos estos elementos fueron sometidos a vibraciones lo más similares posibles a las de un lanzamiento y las diferentes fases del vuelo.

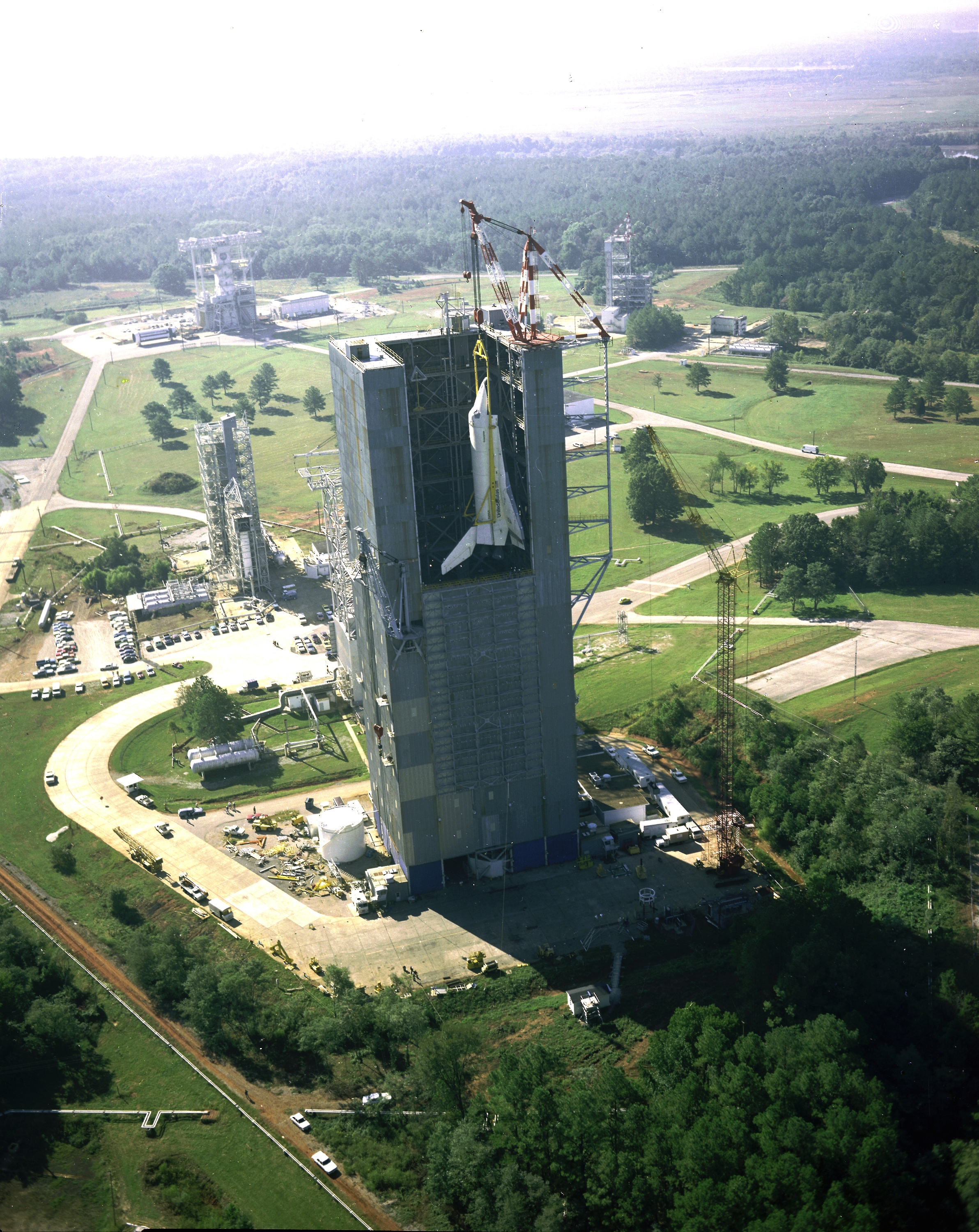
El Enterprise siendo transportado por una grúa para sus pruebas de vibración en las Instalaciones de Pruebas Dinámicas Estructurales, 1978

### Preparativos previstos para el vuelo espacial
Al concluir estas pruebas, el Enterprise debía ser trasladado de regreso a Palmdale, California, para ser adaptado para vuelos espaciales. Según lo planeado, el Enterprise realizaría su vuelo espacial inaugural el 16 de julio de 1981, para desplegar un satélite de comunicaciones y recuperar la Instalación de Exposición de Larga Duración. Posteriormente, el Enterprise llevaría a cabo dos misiones para el Spacelab. Sin embargo, entre período de tiempo del lanzamiento de Enterprise y el lanzamiento del Columbia, se realizaron una serie de cambios de diseño significativos sobre el peso del fuselaje y las alas, lo que significó que la adaptación del orbitador Enterprise habría sido un trabajo mucho más costoso de lo que se pensaba anteriormente, implicando el desmantelamiento del orbitador y la devolución de varias secciones estructurales a los subcontratistas de todo el país. Por ello, la NASA decidió convertir un Artículo de Prueba Estructural incompleto, nombrado STA-099, construido para someterse a una variedad de pruebas de esfuerzo, en un orbitador totalmente apto para volar, que se convirtió en el Challenger.

### Preparaciones para la STS-1
Una vez finalizado el programa MGVT, y con la decisión de no utilizar al Enterprise para misiones orbitales, el orbitador fue trasladado al Centro Espacial John F. Kennedy el 10 de abril de 1979, en donde se acopló de nuevo con un tanque externo y dos cohetes aceleradores de combustible sólido para pruebas de configuración e instalaciones sobre la plataforma del Complejo de Lanzamiento 39.
Una vez completadas las pruebas, el Enterprise fue parcialmente desarmado para permitir reutilizar sus componentes en otros transbordadores. También se lo llevó en un tour mundial, mostrándolo en Francia, Alemania, Italia, el Reino Unido, Canadá, y por los estados estadounidenses de California, Alabama y Luisiana hasta que finalmente, el 18 de noviembre de 1985, el Enterprise fue transportado a Washington, D. C., donde pasó a ser propiedad del Instituto Smithsoniano.

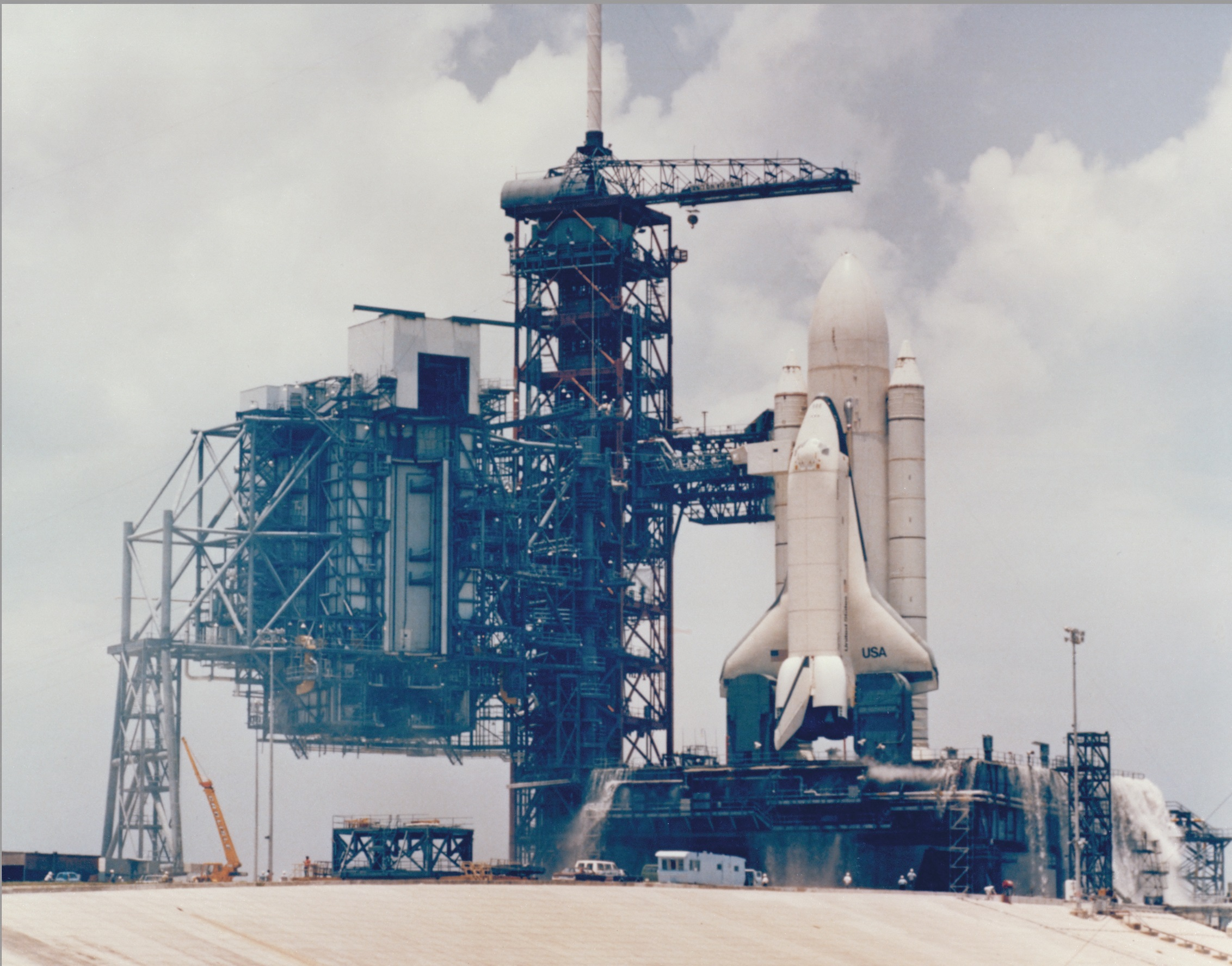
Enterprise junto a réplicas de los cohetes aceleradores de combustible sólido en la plataforma de lanzamiento LC-39, 1979

### Hechos posteriores al Challenger
Después del desastre del Challenger, la NASA consideró usar al Enterprise como reemplazo. Se consideró reacondicionarlo con todo el equipo necesario para su uso en el espacio, pero la NASA decidió usar los repuestos construidos al mismo tiempo que el Discovery y Atlantis para construir el Endeavour.

### Hechos posteriores al Columbia

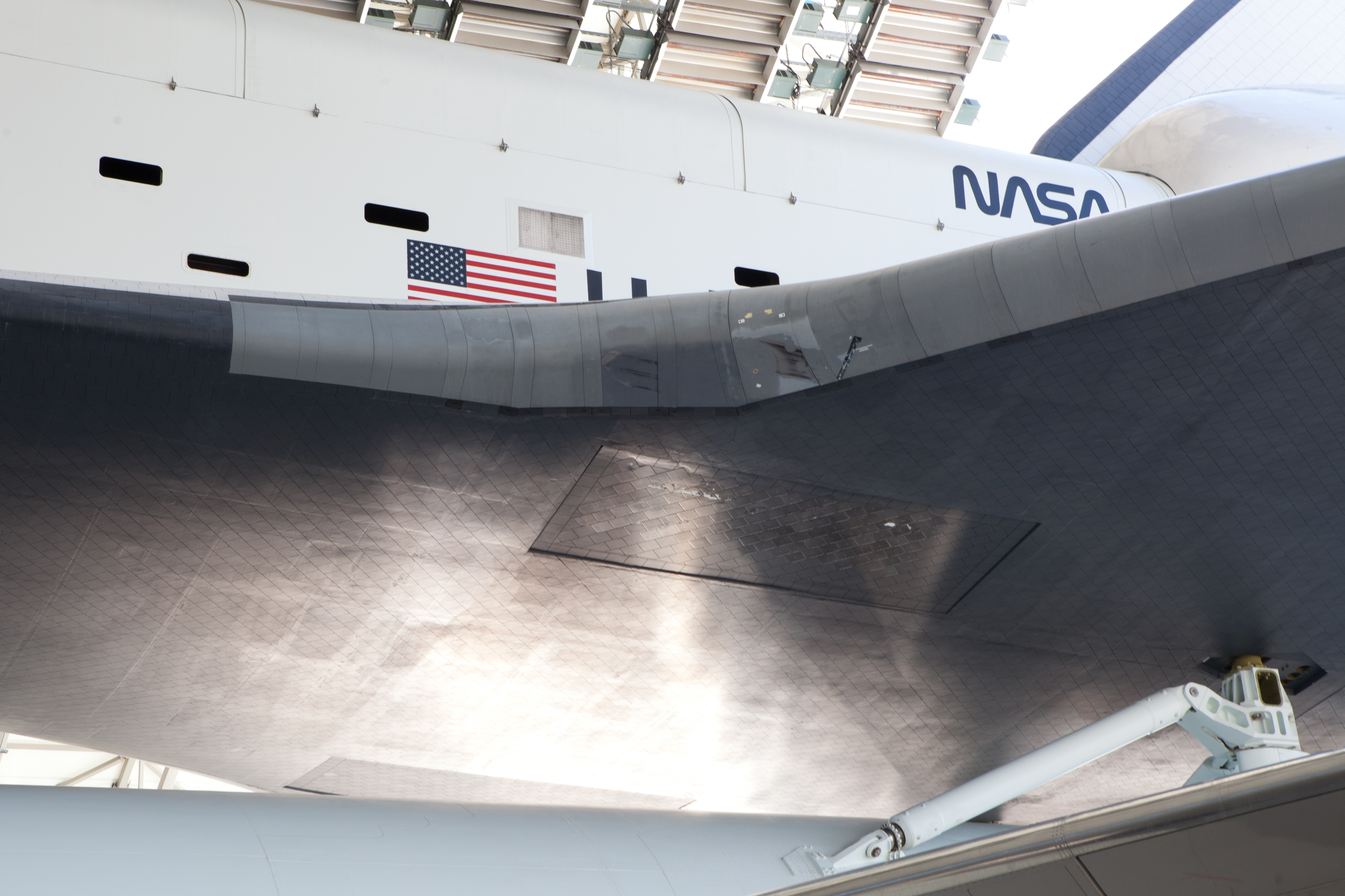
Daños en el borde de ataque del orbitador Enterprise luego de las pruebas para la investigación del Columbia

En 2003, después del accidente del Columbia durante el reingreso, la Junta de Investigación del Accidente del Columbia llevó a cabo pruebas en el Southwest Research Institute, utilizando un cañón de aire para disparar bloques de espuma con características similares al que impactó contra el Columbia, con una estructura de prueba que replicó mecánicamente el borde de ataque del ala del orbitador. Para ello, se quitó una sección del borde de ataque de fibra de vidrio del ala izquierda del Enterprise. Si bien el borde de ataque no se rompió como resultado de la prueba, llevada a cabo el 29 de mayo de 2003, el impacto fue lo suficientemente poderoso como para deformar permanentemente un sello y dejar un agujero. Dado que la resistencia del material utilizado en el Columbia era "sustancialmente más débil y menos flexible" que la sección de prueba del Enterprise, este resultado sugirió que el daño fue mucho más grande, lo que permitió el ingreso de los gases calientes generados durante el reingreso en el ala, causando el colapso estructural que conllevó a la pérdida del orbitador y toda su tripulación.

### Exhibición

#### Washington, D.C

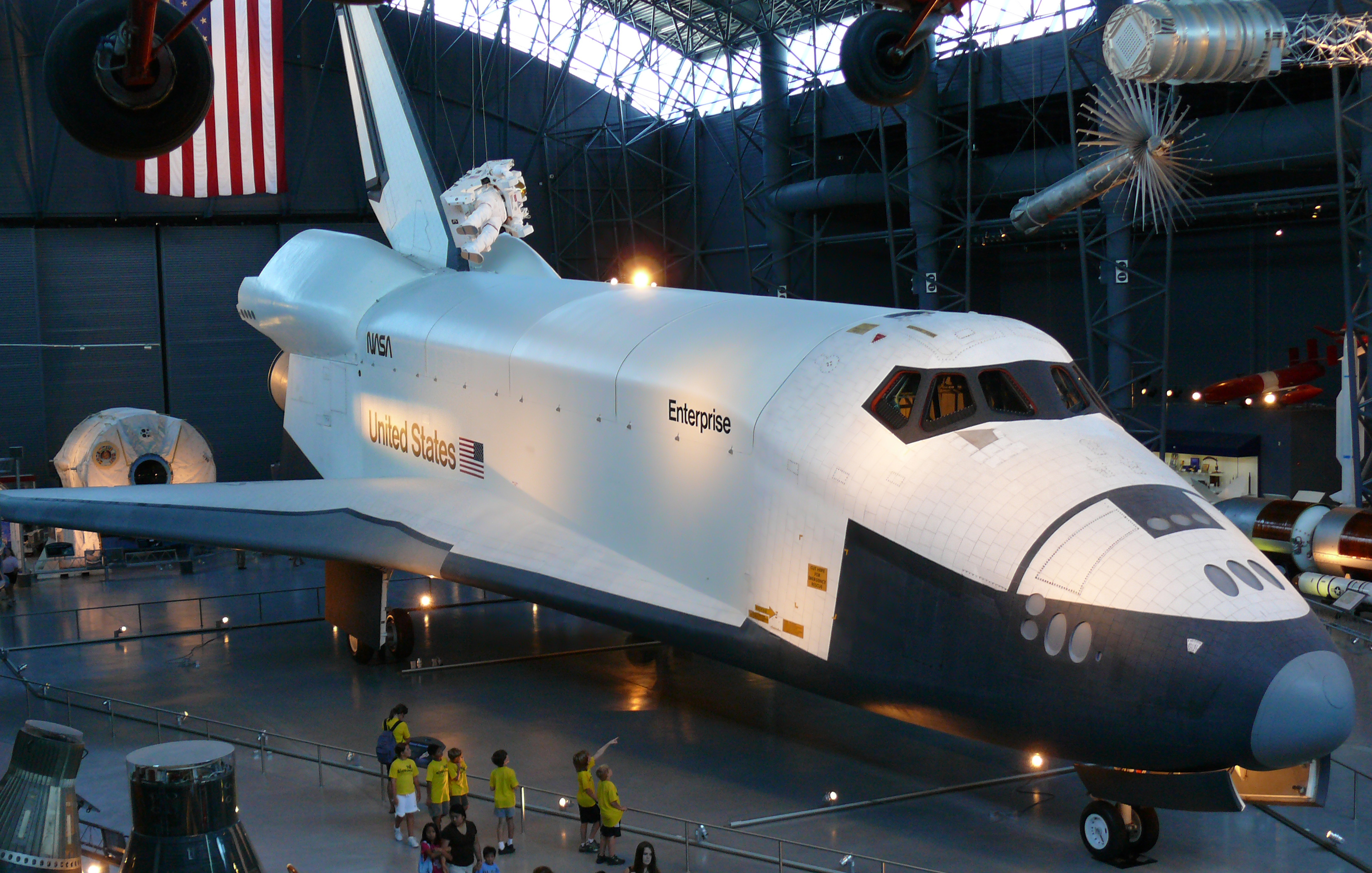
El Enterprise en exhibición cuando se encontraba en el Centro Steven F. Udvar-Hazy

Entre 1985 y 2003 el Enterprise permaneció almacenado en un hangar del Instituto Smithsoniano en el Aeropuerto Internacional Washington-Dulles antes de ser restaurado y trasladado al recién construido Museo Nacional del Aire y del Espacio en el Centro Steven F. Udvar-Hazy. El 12 de abril de 2011, la NASA anunció que el Discovery, el orbitador con más horas de la flota, reemplazaría al Enterprise en la colección del Instituto Smithsoniano una vez que se retirara la flota de los transbordadores. El 17 de abril de 2012 el Discovery fue transportado por un Shuttle Carrier Aircraft a Dulles desde el Centro Espacial John F. Kennedy, donde hizo varios pasadas sobre el área metropolitana de Washington D. C. Después de que el Discovery fuera retirado del Shuttle Carrier Aircraft, ambos orbitadores se exhibieron frente al Centro Steven F. Udvar-Hazy antes de que el Enterprise estuviera listo para ser transferido al Museo Naval, Aéreo y Espacial del Intrepid en Nueva York.

#### Nueva York
El 11 de diciembre de 2011, el Enterprise fue transferido oficialmente al Museo Naval, Aéreo y Espacial del Intrepid en Nueva York. Por ello, los ingenieros evaluaron el vehículo a principios de 2010 y determinaron que era seguro trasladarlo en el Shuttle Carrier Aircraft una vez más, y aproximadamente a las 13:40 UTC del 27 de abril de 2012, el Enterprise despegó por última vez desde el Aeropuerto Internacional Washington-Dulles, sobrevolando el río Hudson, el Aeropuerto Internacional John F. Kennedy, la Estatua de la Libertad, los puentes George Washington y Verrazano-Narrows y varios otros puntos de referencia de la ciudad, en un vuelo final de aproximadamente 45 minutos.
A las 15:23 UTC, el Enterprise aterrizó en el Aeropuerto Internacional John F. Kennedy. El transbordador se retiró del Shuttle Carrier Aircraft durante la noche el 12 de mayo de 2012, se colocó en un remolque de plataforma plana especialmente diseñado y fue colocado dentro de un hangar. El 3 de junio, una barcaza de Weeks Marine llevó al Enterprise a Jersey City. El orbitador sufrió daños en la punta de un ala cuando una ráfaga de viento empujó la barcaza hacia un pilote, y fue finalmente colocado el 6 de junio en el Museo Naval, Aéreo y Espacial del Intrepid. Se exhibió públicamente el 19 de julio de 2012, en el nuevo Pabellón del Transbordador Espacial del Museo Intrepid, un refugio temporal que consiste en una burbuja de tela presurizada construida en el extremo de popa de la cubierta de vuelo del portaaviones.
El 29 de octubre de 2012, las marejadas ciclónicas del huracán Sandy provocaron la inundación del muelle 86, incluido el centro de visitantes del Museo Intrepid, y dejaron sin electricidad la energía eléctrica del museo, incluyendo los dos generadores de respaldo. La pérdida de energía hizo que el Pabellón del Transbordador Espacial se desinflara y los fuertes vientos del huracán hicieron que la estructura del Pabellón se rasgara y colapsara alrededor del orbitador. Se observaron daños menores en el estabilizador vertical del orbitador, y si bien el pabellón en sí no pudo reemplazarse durante algún tiempo, en 2013, el museo erigió andamios y láminas alrededor de Enterprise para protegerlo del medio ambiente.
En abril de 2013, los daños sufridos en el estabilizador vertical del Enterprise se repararon por completo y el pabellón junto a su exposición reabrieron el 10 de julio de 2013. Posteriormente, en reconocimiento a su papel en el desarrollo del Programa de Transbordadores Espaciales, el Enterprise fue incluido en el Registro Nacional de Lugares Históricos el día 13 de marzo de 2013.

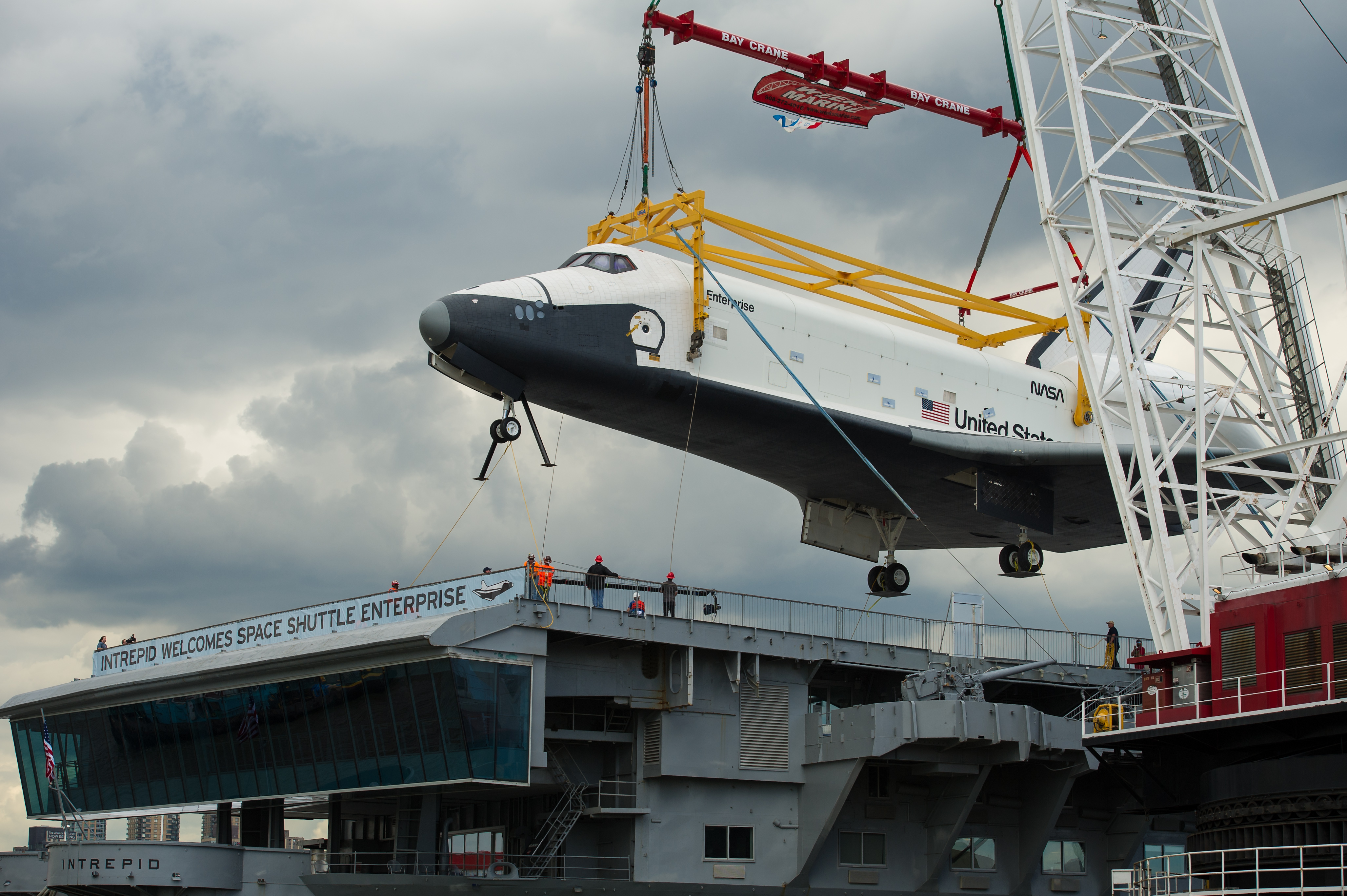
El Enterprise siendo colocado sobre el Intrepid

## Multimedia

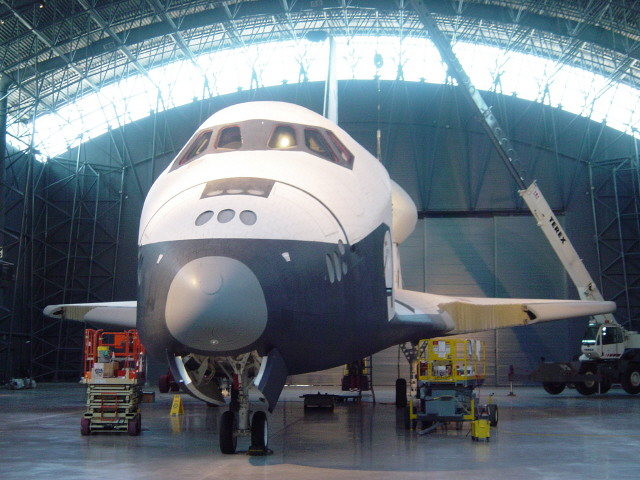
El Enterprise en exhibición dentro del hangar del Instituto Smithsoniano, cerca del Aeropuerto Internacional Washington-Dulles.
- Despegue del Enterprise junto al Boeing 747 Shuttle Carrier Aircraft (SCA) con el que realizó sus pruebas. Base de la Fuerza Aérea Edwards, 1977. (2.87 MB, Formato ogg/Theora).
- Separación del orbitador Enterprise y el Boeing 747 en vuelo, 1977. (0.77 MB, Formato ogg/Theora)
- El orbitador Enterprise durante las Pruebas de Aproximación y Aterrizaje en el lago seco Rogers. 1977. (3.43 MB, formato ogg/Theora).